# هاري كايرني
هاري كايرني (بالإنجليزية: Harry Cairney)‏ هو مدرب كرة قدم ولاعب كرة قدم بريطاني في مركز الدفاع، ولد في 1 سبتمبر 1961 في Holytown ‏ في المملكة المتحدة. لعب مع نادي أردريونيانز ونادي بريتشين سيتي ونادي ستنهاوسموير.

## وصلات خارجية
- هاري كايرني على موقع Soccerbase.com (لاعب) (الإنجليزية)